# 브룩스군 (텍사스주)

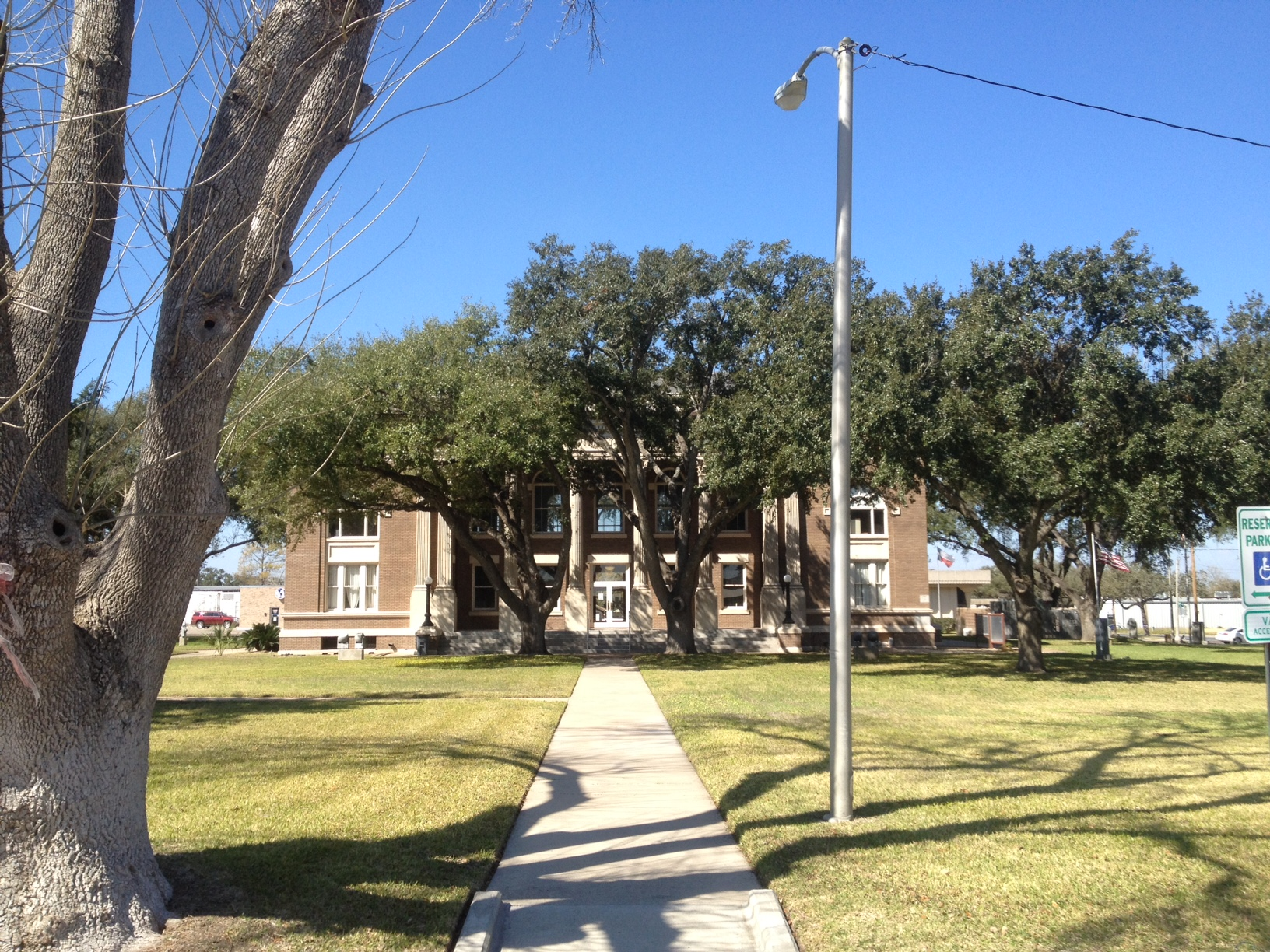

브룩스군 또는 브룩스 카운티(Brooks County)는 미국 텍사스주에 위치한 군이다. 2010년 기준으로 이 지역의 인구 수는 총 7,223명이다. 2018년 추산으로 이 지역의 총 인구 수는 7,114명이다.

## 인구
| 인구조사                                  | 인구  | Note  | %±    |
| ----------------------------------------- | ----- | ----- | ----- |
| 1920년                                    | 4,560 |       | —     |
| 1930년                                    | 5,901 |       | 29.4% |
| 1940년                                    | 6,362 |       | 7.8%  |
| 1950년                                    | 9,195 |       | 44.5% |
| 1960년                                    | 8,609 |       | −6.4% |
| 1970년                                    | 8,005 |       | −7.0% |
| 1980년                                    | 8,428 |       | 5.3%  |
| 1990년                                    | 8,204 |       | −2.7% |
| 2000년                                    | 7,976 |       | −2.8% |
| 2010년                                    | 7,223 |       | −9.4% |
| 2018 (추산)                               | 7,114 | [ 1 ] | −1.5% |
| U.S. Decennial Census 1850–2010 2010–2014 |       |       |       |

## 같이 보기
- 키니군
- 매버릭군